# Saison 1995-1996 du FC Mulhouse
 (octobre 2011).
Si vous disposez d'ouvrages ou d'articles de référence ou si vous connaissez des sites web de qualité traitant du thème abordé ici, merci de compléter l'article en donnant les références utiles à sa vérifiabilité et en les liant à la section « Notes et références ».
Maillots
La saison 1995-1996 du Football Club de Mulhouse, ou FC Mulhouse, voit le club participer au Championnat de France de football D2 1995-1996, dont il termine à la 14e place. 

## Résumé de la saison
À l'issue d'une saison mal engagée, le FC Mulhouse termine une nouvelle fois à la 14e place du classement final et sauve sa place en D2 essentiellement grâce à un beau parcours durant les matchs retour. Une révélation : Le Breton Laurent David s'est imposé au poste de meneur de jeu à la place du bulgare Gueorgui Gueorguiev qui a quitté le club en cours de saison pour rejoindre son pays natal. À l'issue de la saison, Frédéric Garny, jeune attaquant formé au FC Mulhouse et joueur d'avenir, est transféré au FC Sochaux.

### Coupe de la Ligue française de football
En 1995-1996, le club entre en lice au premier tour de la compétition. Le 24 octobre 1995, devant à peine 2 655 spectateurs, le FCM accueille le Stade poitevin au Stade de l'Ill. Alors que les Poitevins sont mieux classés en championnat de Division 2 : treizièmes avec vingt-et-un points alors que Mulhouse est dix-neuvième, en position de relégable avec seize points, c'est pourtant les Alsaciens qui dominent la partie, en notamment en seconde mi-temps, où trois buts sont marqués, par Alain Horace à la 65e, par Laurent David à la 77e, et enfin par Olivier Baudry à la 88e. Ainsi qualifié pour les seizièmes de finale, Mulhouse accueille les Chamois niortais au Stade de l'Ill le 13 décembre 1995. Devant uniquement 673 spectateurs, le FCM tient le coup pendant 85 minutes, face à ce club n'ayant alors que deux points de plus qu'eux avant de céder et de s'incliner 1-0.

## Classement final
| #                                                                                     | Club                   | Joués | V  | N  | D  | bp:bc | +/- | Points |
| ------------------------------------------------------------------------------------- | ---------------------- | ----- | -- | -- | -- | ----- | --- | ------ |
| 1                                                                                     | SM Caen                | 42    | 24 | 9  | 9  | 59:34 | +25 | 81     |
| 2                                                                                     | Olympique de Marseille | 42    | 23 | 11 | 8  | 69:35 | +34 | 80     |
| 3                                                                                     | AS Nancy-Lorraine      | 42    | 20 | 16 | 6  | 56:23 | +33 | 76     |
| 4                                                                                     | Stade lavallois        | 42    | 21 | 9  | 12 | 52:46 | 6   | 72     |
| 5                                                                                     | Toulouse FC            | 42    | 18 | 9  | 15 | 40:34 | +6  | 63     |
| 6                                                                                     | Le Mans UC             | 42    | 15 | 17 | 10 | 37:36 | +1  | 62     |
| 7                                                                                     | Red Star               | 42    | 16 | 13 | 13 | 56:38 | +18 | 61     |
| 8                                                                                     | FC Perpignan           | 42    | 17 | 10 | 15 | 44:53 | -9  | 61     |
| 9                                                                                     | LB Châteauroux         | 42    | 16 | 12 | 14 | 40:35 | +5  | 60     |
| 10                                                                                    | FC Sochaux             | 42    | 15 | 14 | 13 | 49:40 | +9  | 59     |
| 11                                                                                    | CS Louhans-Cuiseaux    | 42    | 16 | 10 | 16 | 57:49 | +8  | 58     |
| 12                                                                                    | FC Lorient             | 42    | 16 | 10 | 16 | 44:46 | -2  | 58     |
| 13                                                                                    | Amiens SC              | 42    | 13 | 15 | 14 | 43:49 | -6  | 54     |
| 14                                                                                    | FC Mulhouse            | 42    | 13 | 12 | 17 | 44:45 | -1  | 51     |
| 15                                                                                    | ASOA Valence           | 42    | 11 | 18 | 13 | 34:42 | -8  | 51     |
| 16                                                                                    | Chamois niortais FC    | 42    | 13 | 11 | 18 | 48:50 | -2  | 50     |
| 17                                                                                    | FCO Charleville        | 42    | 11 | 15 | 16 | 34:54 | -20 | 48     |
| 18                                                                                    | SAS Épinal             | 42    | 9  | 18 | 15 | 41:46 | -5  | 45     |
| 19                                                                                    | Stade Poitevin FC      | 42    | 9  | 18 | 15 | 36:50 | -14 | 45     |
| 20                                                                                    | USL Dunkerque          | 42    | 9  | 16 | 17 | 30:43 | -13 | 43     |
| 21                                                                                    | SCO Angers             | 42    | 7  | 16 | 19 | 31:53 | -22 | 37     |
| 22                                                                                    | Olympique d'Alès       | 42    | 4  | 13 | 25 | 29:72 | -43 | 25     |
| # position ; V victoires ; N match nuls ; D défaites ; bp:bc buts pour et buts contre |                        |       |    |    |    |       |     |        |